# 167 v.Chr.

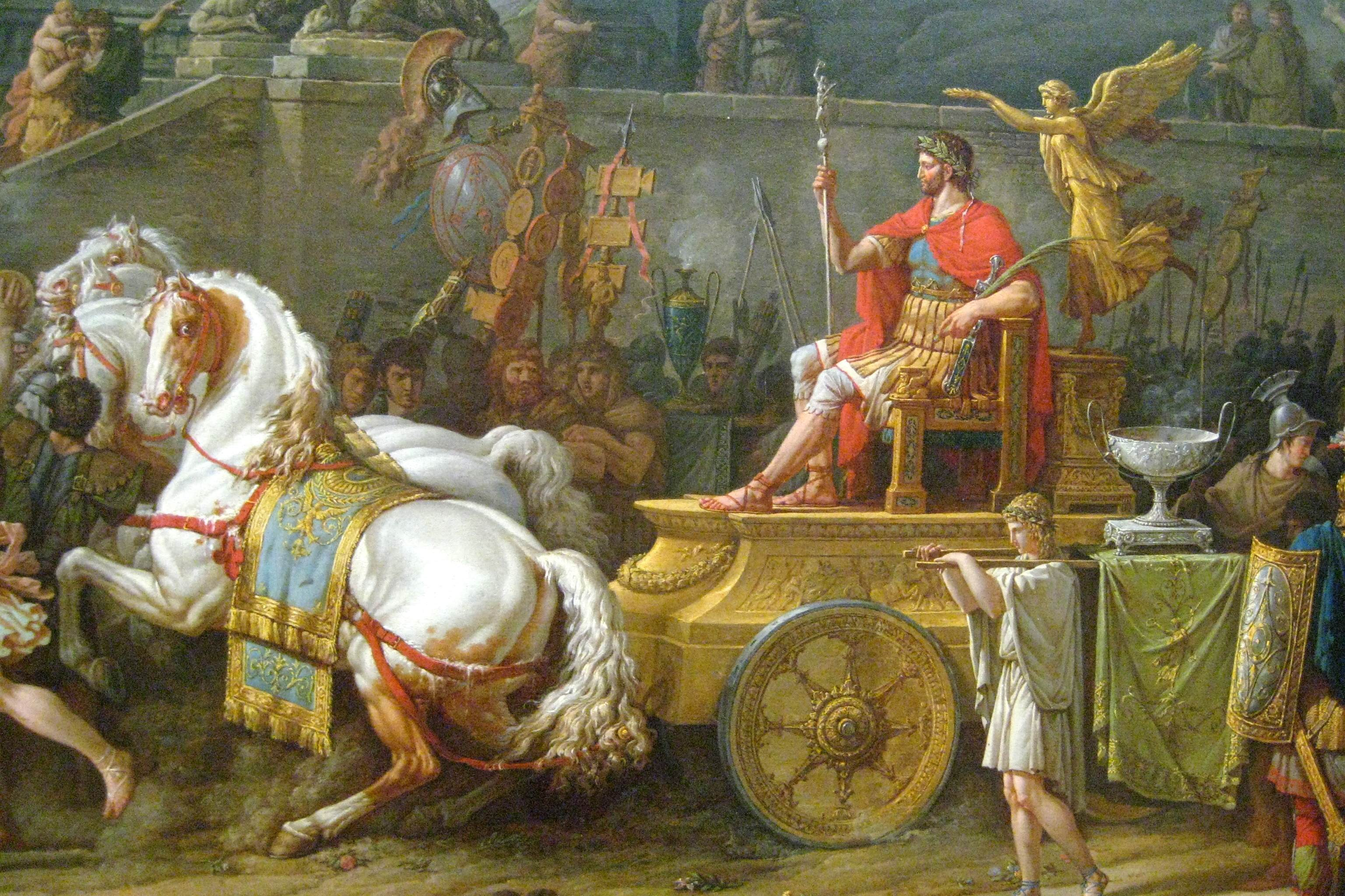
De triomftocht van Lucius Aemilius Paulus, zoals geïnterpreteerd door Carle Vernet (1789).

167 v.Chr. is een jaartal volgens de christelijke jaartelling.

## Gebeurtenissen

### Italië
- In Rome houdt Lucius Aemilius Paulus Macedonicus een spectaculaire triomftocht, in de militaire parade worden Perseus van Macedonië en vooraanstaande familieleden als krijgsbuit meegevoerd.

### Palestina
- Antiochus IV Epiphanes laat Jeruzalem bezetten door zijn commandant Apollonios, die een legioen onderbrengt in het fort Akra. Met steun van de Hellenistische partij in Judea zet hij een beeld van de god Baäl Hasjamaïm (het Syrische equivalent van Zeus) in de Joodse Tempel van Jeruzalem.
- De hogepriester Mattathias en zijn vijf zonen Johannes, Simon, Eleazar, Jonathan, en Judas leiden de Makkabese opstand tegen de Seleuciden. Antiochus IV verklaart het Jodendom onwettig.

### Griekenland
- Lucius Aemilius Paulus voert op bevel van de Romeinse Senaat een vergeldingsactie uit in Epirus, 150.000 inwoners worden als slaaf naar Rome gedeporteerd, en de koningsstad Ambracia wordt verwoest. Griekse staten die sympathiseren met Macedonië, worden door de Romeinen streng aangepakt.

### China
- Keizer Han Wendi vermindert de jaarlijkse executies en vervangt de lijfstraffen van het afhakken van de neus of voet door stokslagen.